# Rafa Andrade
Rafaela Andrade da Silva, mais conhecida como Rafa Andrade (Sousa, 2 de maio de 1997), é uma futebolista brasileira que atua como meio-campista. Atualmente, atua pelo Santos.

## Carreira
Nascida no Sertão da Paraíba, Rafa Andrade mudou-se para São Paulo aos oito anos, e iniciou sua carreira já no time principal no São Bernardo em 2015. Ainda em 2015, atuou pela Seleção Brasileira de base, onde foi campeã sul-americana sub-20.
Posteriormente, representou a Portuguesa, Foz Cataratas, Avaí Kindermann e Napoli.
Em 9 de outubro de 2018, acertou com o 3B da Amazônia para o restante do Barezão Feminino 2018.
Em 2018, recebeu um convite do Botafogo-PB, uma das referências do futebol das mulheres no Nordeste, para disputar o Campeonato Paraibano e conseguiu mais um título.
Ingressou na Ferroviária em 2019 e fez parte do elenco da AFE que conquistou o Campeonato Brasileiro Série A1 daquele ano. Na temporada de 2020, Rafa atuou em 20 partidas e marcou cinco gols e deixou o clube em 28 de dezembro daquele ano.
Em 3 de janeiro de 2021, ela foi anunciada no Palmeiras.
Em 14 de janeiro de 2022, Rafa foi anunciada no Cruzeiro. Em 5 de janeiro de 2024, após ser utilizada regularmente, ela renovou seu contrato com o clube por mais um ano. Em 12 de dezembro de 2024, Rafa Andrade deixou as Cabulosas, onde jogou 67 partidas e marcou nove gols.
Acertou um contrato de um ano com o Santos no dia 15 de janeiro de 2025.

### Títulos
Kindermann
- Campeonato Catarinense: 2017

Botafogo-PB
- Campeonato Paraibano: 2018

Ferroviária
- Campeonato Brasileiro - Série A1: 2019

Palmeiras
- Copa Paulista: 2021

Cruzeiro
- Campeonato Mineiro de Futebol Feminino: 2023, 2024

Seleção Brasileira Sub-20
- Campeonato Sul-Americano Sub-20: 2015